# Климат Бельгии
Климат Бельгии можно отнести к так называемому Cfb-климату — умеренному морскому климату с мягкой зимой и прохладным летом. В зависимости от расстояния до воды, рельефа и типа почвы, можно также провести различия между мезоклиматами, соответствующими различным типам ландшафта. Помимо мезоклиматов можно выделить локальные климаты и микроклиматы, соответствующие определённому городу, лесу и другим небольшим зонам.

## Климатограмма
Климатограмма Уккела / Юкля (одной из 19 коммун Брюссельского столичного региона):
| Показатель              | Янв. | Фев. | Март | Апр. | Май  | Июнь | Июль | Авг. | Сен. | Окт. | Нояб. | Дек. | Год   |
| ----------------------- | ---- | ---- | ---- | ---- | ---- | ---- | ---- | ---- | ---- | ---- | ----- | ---- | ----- |
| Средний максимум, °C    | 5,7  | 6,6  | 10,4 | 14,2 | 18,1 | 20,6 | 23,0 | 22,6 | 19,0 | 14,7 | 9,5   | 6,1  | 14,2  |
| Средняя температура, °C | 3,3  | 3,7  | 6,8  | 9,8  | 13,6 | 16,2 | 18,0 | 18,0 | 14,9 | 11,1 | 6,8   | 3,9  | 10,5  |
| Средний минимум, °C     | 0,7  | 0,7  | 3,1  | 5,3  | 9,2  | 11,9 | 14,0 | 13,6 | 10,9 | 7,8  | 4,1   | 1,6  | 6,9   |
| Норма осадков, мм       | 76,1 | 63,1 | 70,0 | 51,3 | 66,5 | 71,8 | 73,5 | 79,3 | 68,9 | 74,5 | 76,4  | 81,0 | 852,4 |
| Источник:               |      |      |      |      |      |      |      |      |      |      |       |      |       |

## Температура
На климат оказывает влияние близость Северного моря, которое сдерживает колебания температуры. Его влияние наименее выражено в восточной части страны. На побережье осенью и зимой климат, как правило, мягче, а на востоке теплее. Самый холодный месяц года — январь, самый жаркий — июль. Хотя в последние годы наблюдалось повышение средней температуры, естественные колебания температуры не позволяют однозначно связать потепление с усилением парникового эффекта.

## Солнечные часы и осадки
Побережье страны — наиболее солнечная её часть, где за год насчитывается порядка 1600 солнечных часов. Несмотря на образ чрезвычайно дождливого края, дождь в Бельгии идёт приблизительно 7 % времени. Тем не менее, в большей части страны осадки избыточны, особенно в самом влажном районе страны — плато От-Фань.

## Погода
Погода сильно зависит от типа приходящих воздушных потоков и атмосферных фронтов, которые разделяют различные типы воздуха. Чаще других в Бельгию приходит морской полярный воздух из Атлантического океана: влажный и холодный летом, влажный и умеренно теплый зимой. При штормовом северо-западном ветре морской арктический воздух вызывает похолодание. Летом теплый и сухой континентальный полярный воздух поступает из России и Сибири. Зимой такой воздух приводит к сухой и холодной погоде. Теплый морской тропический воздух является причиной туманов зимой и гроз летом. Континентальный тропический воздух теплый и сухой.